# Amphidelus pusillus
Amphidelus pusillus är en rundmaskart som beskrevs av Robert Folger Thorne 1939. Amphidelus pusillus ingår i släktet Amphidelus och familjen Alaimidae. Inga underarter finns listade i Catalogue of Life.